# Hasan Aliyev (scientifique)
Pour les articles homonymes, voir Hasan Aliyev et Aliyev.
Hasan Alirza oghlu Aliyev (azéri : Həsən Əlirza oğlu Əliyev), né le 15 décembre 1907 (28 décembre dans le calendrier grégorien) à Jomardli, Elisavetpol, et mort le 2 février 1993 à Bakou, est un scientifique soviétique et azerbaïdjanais éminent et académicien de l’Académie des sciences de la RSS d’Azerbaїdjan (1974). Il est le frère aîné du troisième président d'Azerbaïdjan Heydar Aliyev.

## Biographie
Hasan Aliyev est né le 15 décembre 1907 dans le village de Jomardli, district de Zangezur (aujourd'hui le village de Tanaat, Syunik). Dans la période de 1924 à 1930, il a étudié à l'école du soir dans la ville de Nakhitchevan.
En 1932, il est diplômé de l'Institut agricole d'Azerbaïdjan. En 1934, Aliyev a terminé ses études de troisième cycle à l'Institut azerbaïdjanais de recherche scientifique sur la culture du coton à Kirovabad (Gandja).
Avec le début de la Grande Guerre patriotique, Hasan Aliyev interrompt ses recherches scientifiques et passe au front. En 1943, grièvement blessé il est démobilisé du front. Revenant à son activité scientifique en 1944, il a soutenu sa thèse de doctorat sur le thème « Sols du cours inférieur des rivières sur les pentes sud-est du Grand Caucase ».
En 1944-1949, il a travaillé comme directeur adjoint de l'Institut des sciences du sol et de l'agrochimie à l'Académie des sciences d'Azerbaïdjan, et en 1945-1949 comme maître de conférences à l'Institut pédagogique de l'État d'Azerbaïdjan, puis jusqu'en 1952 comme directeur de l'Institut de botanique de l'Académie des sciences d'Azerbaïdjan. En 1952, Aliyev a été élu membre titulaire de l’Académie des sciences. En 1968-1987, il a travaillé comme directeur de l’Institut de Geographie de l’Académie des sciences d’Azerbaїdjan. De 1946 à 1962, il était président de la section azerbaïdjanaise de la Société All-Union de sciences du sol. En 1980, Hasan Aliyev a été élu président de la Société géographique azerbaïdjanaise et en 1986, président de la Commission azerbaïdjanaise pour la protection de la nature,.

## Mémoire
- L’Institut de Geographie de l’ANSA porte le nom de l’académicien Hasan Aliyev (1994).
- Le parc national de Zangezur dans la région d'Ordubad de la République autonome de Nakhitchevan porte le nom de l’académicien Hasan Aliyev.
- Le prix du Comité d'État pour l'écologie et la gestion de la nature, nommé d'après l'académicien Hasan Aliyev a été créé.
- Une rue à Bakou nommée d'après l'académicien Hasan Aliyev.
- L’Agroforesterie nommée d’après le nom de l'académicien Hasan Aliyev à l’occasion de son 110e anniversaire
- Plaque commémorative sur le mur d'une maison à Ganja, où Hasan Aliyev a vécu en 1934-1935. Sur le timbre azerbaïdjanais (1998).

## Prix décernés
- Ordre de Lénine
- Ordre de la Révolution d'Octobre (3 octobre 1982)
- Ordre de la Guerre patriotique 2e classe (11 mars 1985)
- Ordre du Drapeau rouge du Travail
- Ordre de l'étoile rouge
- Ordre de l'Insigne d'Honneur (1950)
- Médaille d'honneur.